# Związek Szlachty Polskiej
Związek Szlachty Polskiej (ZSzP) – organizacja społeczno-kulturalna (stowarzyszenie rejestrowe), zrzeszająca szlachtę dawnej Rzeczypospolitej Obojga Narodów.

## Historia
Związek Szlachty Polskiej powstał w 1995 roku w Gdańsku. Od 2009 roku siedziba ZSzP znajduje się w Warszawie. W 2016 roku ZSzP zostało uhonorowane przez Ministra Kultury i Dziedzictwa Narodowego odznaką „Zasłużony dla Kultury Polskiej” – nadawaną podmiotom wyróżniającym się w tworzeniu, upowszechnianiu i ochronie kultury.
Stowarzyszenie posiada status organizacji pożytku publicznego.
ZSzP współpracuje z Commission d’information et de liaison des associations nobles d’Europe (CILANE) – ogólnoeuropejską organizacją skupiającą najbardziej reprezentatywne organizacje szlacheckie.

## Cele
Celami statutowymi Związku Szlachty Polskiej są:
- integracja i reprezentacja środowiska szlacheckiego,
- ochrona dobrego imienia szlachty Rzeczypospolitej Wielu Narodów,
- opieka nad zabytkami kultury szlacheckiej,
- popularyzacja i promowanie kultury, dorobku i najlepszych tradycji szlacheckich,
- krzewienie etosu rycerskiego.

## Członkostwo
Stowarzyszenie skupia potomków zarówno drobnej szlachty, jak i zamożnych i znaczących rodów szlacheckich; uznawane jest jedynie szlachectwo odziedziczone w linii męskiej, „w oparciu o prawo ziemskie I Rzeczypospolitej”. Do Związku należy ok. 800 osób reprezentujących prawie 450 rodów szlacheckich.
Związek nie nadaje szlachectwa ani tytułów arystokratycznych i odcina się od organizacji, które uważa za uzurpatorskie, pseudoszlacheckie, pseudomonarchistyczne lub za pseudozakony rycerskie.

## Działalność
Związek organizuje otwarte prelekcje, konferencje, spotkania tematyczne i integracyjne. Angażuje się również w akcje o charakterze edukacyjnym i charytatywnym.
Od 1992 roku wydaje Verbum Nobile (łac. Słowo Szlacheckie) – czasopismo poświęcone szeroko rozumianej tematyce szlacheckiej: tradycji, kulturze oraz historii (w tym heraldyce i genealogii). Jest współwydawcą, a także udziela patronatu innym publikacjom, związanym tematycznie z profilem organizacji.
ZSzP był inicjatorem emisji przez Mennicę Polską serii numizmatycznej Herbarz Szlachty Polskiej.
Związek był współinicjatorem powołania Muzeum Tradycji Szlacheckiej w Waplewie Wielkim - dawnym pałacu hrabiów Sierakowskich herbu Ogończyk.
W 2013 roku z okazji 150. rocznicy wybuchu Powstania Styczniowego zorganizował pod patronatem Marszałka Senatu RP konferencję „Powstanie styczniowe – Polak i jego marzenia. Losy jednostki na tle wydarzeń powstania 1863 roku”. Partnerami wydarzenia było Muzeum Niepodległości i Narodowe Archiwum Cyfrowe.

## Oddziały terenowe
Związek posiada oddziały terenowe w następujących miastach:
- Białystok
- Gdańsk
- Kraków
- Szczecin
- Toruń
- Warszawa
- Wrocław
- Zambrów